# Apis florea
A Apis florea, comummente conhecida como abelha-do-mel-anã-vermelha, é uma das duas espécies de pequenas abelhas melíferas selvagens naturais do sul e sudeste asiático. 
Tem uma distribuição muito mais ampla do que suas espécies irmãs, Apis andreniformis.
Esta, juntamente com A. florea é a espécie de abelhas vivas mais plésia. Separando-se a Bartonian (cerca de 40 milhões de anos atrás ou um pouco mais tarde) de outras linhagens, entre si eles não parecem ter divergido muito tempo antes do Neógeno.
Devido a factores antropogénicos, esta espécie tem vindo a invadir outros territórios, fora dos seus habitats naturais, já marcando presença de Taiwan ao Jordão, passando pelo Península Arábica e ao Norte de África. Com efeito, em 2024 foi encontrada uma colmeia invasora desta espécie de abelha, no continente europeu, mais concretamente em Malta, alojada num ramo de acácia.